# Placas de identificação de veículos na Geórgia

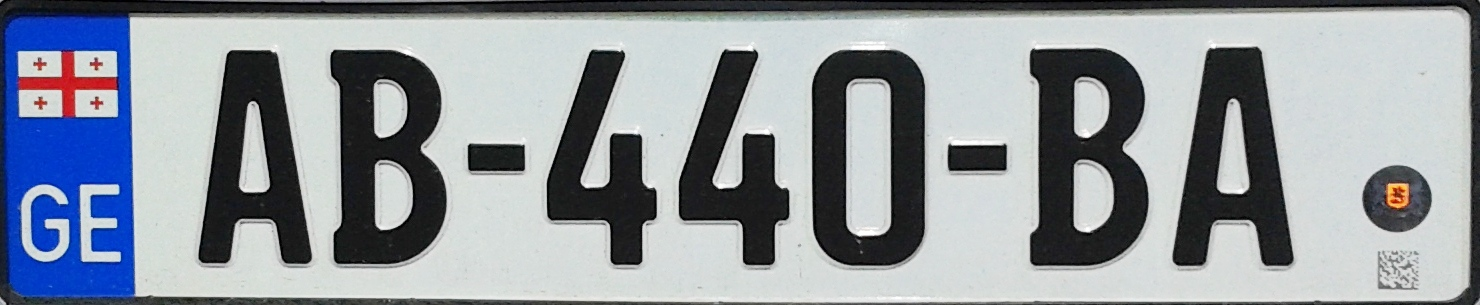
Placa usada na Geórgia (formato atual)

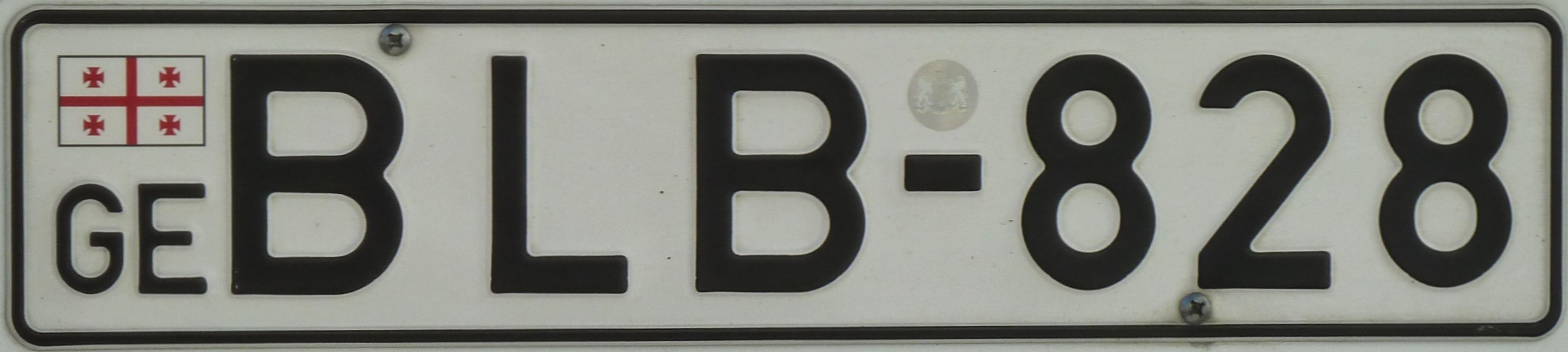
Formato antigo

As placas de identificação de veículos da Geórgia são compostas por uma sequência alfanumérica gravada em relevo, composta por duas letras, um hífen, três números, um hífen, e duas letras (p.ex.. AB-123-AB), em preto sobre fundo branco com uma faixa vertical azul à esquerda. As placas são emitidos no alfabeto latino. As placas georgianas têm as mesmas dimensões comumente utilizadas nos países da União Europeia. Todas as placas têm a abreviação GE no canto inferior esquerdo da placa e bandeira nacional no canto superior esquerdo. Esse sistema está em uso desde 1 de setembro de 2014.

## Designações veiculares obsoletas
Originalmente, a primeira letra do sistema antigo de emplacamento era atribuída de acordo com o território onde o veículo foi registrado:
- A - Tiblíssi
- B - Ajária
- C - Abecásia
- D - Cutáissi
- E - Rustavi
- F - Zugdidi
- N - Akhaltsikhe
- O - Gori
- P - Misqueta
- R - Telavi
- S - Bolnisi

## Embaixadas e consulados
Embaixadas e consulados mantêm veículos com placas especiais, com caracteres alfanuméricos brancos sobre fundo vermelho. Os caracteres das placas desses tipos de veículos são formatados de forma que os dois primeiros dígitos representam a entidade estrangeira/organização em que o veículo está registrado, seguido por um CMD, D ou COMO. Os três últimos dígitos são sequenciais, onde XX CMD 001 é geralmente o Embaixador.

## Placas militares

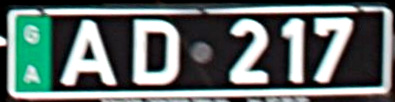
Placa de veículo militar

A partir de 2011, os veículos da polícia militar de preto com letras brancas, com uma estreita faixa amarela na esquerda que contém as letras GA, um acima do outro. O código de duas letras do alfabeto latino vem seguido por três algarismos, com um holograma de segurança separando-os. As dimensões são 550 milímetros (22 pol) por 110 milímetros (4,3 pol).< As placas militares de uso regular recebem uma faixa verde à esquerda.